# Фармінгтон (округ Джефферсон, Вісконсин)
Фармінгтон (англ. Farmington) — місто (англ. town) в США, в окрузі Джефферсон штату Вісконсин. Населення — 1407 осіб (2020).

## Демографія
Згідно з переписом 2010 року, у місті мешкало 1380 осіб у 521 домогосподарстві у складі 391 родини. Було 556 помешкань
Расовий склад населення:
| - 96,7 % — білих - 0,5 % — чорних або афроамериканців - 0,3 % — корінних американців - 0,2 % — азіатів - 1,4 % — осіб інших рас |

До двох чи більше рас належало 0,9 %. Частка іспаномовних становила 2,5 % від усіх жителів.
За віковим діапазоном населення розподілялося таким чином: 24,1 % — особи молодші 18 років, 60,7 % — особи у віці 18—64 років, 15,2 % — особи у віці 65 років та старші. Медіана віку мешканця становила 43,7 року. На 100 осіб жіночої статі у місті припадало 102,3 чоловіків;  на 100 жінок у віці від 18 років та старших — 103,1 чоловіків також старших 18 років.
Середній дохід на одне домашнє господарство  становив 80 590 доларів США (медіана — 74 130), а середній дохід на одну сім'ю — 90 501 долар (медіана — 79 813). Медіана доходів становила 51 538 доларів для чоловіків та 37 813 долари для жінок. За межею бідності перебувало 6,1 % осіб, у тому числі 2,5 % дітей у віці до 18 років та 6,9 % осіб у віці 65 років та старших.
Цивільне працевлаштоване населення становило 793 особи. Основні галузі зайнятості: освіта, охорона здоров'я та соціальна допомога — 19,9 %, виробництво — 19,7 %, будівництво — 17,8 %.